# 2011 год в авиации
Список событий в авиации в 2011 году.

## События
- 11 января — первый полёт истребителя Chengdu J-20.
- 3 февраля — авиационный регистр Межгосударственного авиационного комитета выдал ЗАО Гражданские самолёты Сухого сертификат на самолёт Sukhoi Superjet 100.
- 1 апреля — упразднена авиакомпания Сан-Дор.
- 28 июня — последний полёт турбореактивного многоцелевого самолёта HS.801 «Нимрод» в составе Английских ВВС (машина снята с эксплуатации).
- 29 июля — упразднена авиакомпания Континент.
- 17 августа — упразднена авиакомпания РусЭйр.
- 5 сентября — первый полёт самолёта Ан-2МС, модификации разработанной на СибНИА[1].
- 21 сентября — упразднена авиакомпания Як Сервис.
- 28 сентября — упразднена авиакомпания Кавминводыавиа.
- 10 октября — упразднена авиакомпания Авианова.
- 26 октября — введён в эксплуатацию первый серийный Боинг-787.
- 31 октября — прекратила полёты авиакомпания Sky Express.

## Происшествия
- 29 декабря — при выполнении посадки на аэродроме Мариновка произошло возгорание самолёта Су-24. Экипаж катапультировался[2].

## Персоны

### Скончались
- 12 февраля — Иван Ефграфович Фёдоров, советский лётчик-истребитель, лётчик-испытатель, Герой Советского Союза, полковник.
- 4 марта — Симонов, Михаил Петрович, советский и российский авиаконструктор, генеральный конструктор ОКБ Сухого с 1983; работая в ОКБ, принимал участие в создании бомбардировщика Су-24, штурмовика Су-25, руководил постройкой спортивных самолётов марки «Су», но более всего известен как один из главных конструкторов истребителя Су-27 и некоторых его модификаций.